# Książę St Albans
Księstwo Saint Albans (ang. Dukedom of St Albans) zostało utworzone w parostwie Anglii w 1684 przez króla Karola II dla jego 14-letniego naturalnego syna ze związku z aktorką Eleanor Gwynn, Charlesa Beauclerca, pierwszego hrabiego Burford. Parostwo utworzone zostało z podniesionego do rangi księstwa wygasłego kilka lat wcześniej hrabstwa St Albans.

## Informacje ogólne

dawny herb ks. St Albans

herb ks. St Albans, od 1742 r. połącząny z herbem rodu de Vere

- Dodatkowymi tytułami księcia St Albans są:
  - hrabia Burford - w parostwie Anglii,
  - baron Heddington - w parostwie Anglii,
  - baron Vere of Hanworth - w parostwie Wielkiej Brytanii.
- Najstarszy syn księcia St Albans nosi tytuł hrabiego Burford
- Najstarszy syn hrabiego Burford nosi tytuł lorda Vere of Hanworth

Książęta St Albans 1. kreacji (parostwo Anglii)
- 1684–1726: Charles Beauclerk, 1. książę St Albans
- 1726–1751: Charles Beauclerk, 2. książę St Albans
- 1751–1786: George Beauclerk, 3. książę St Albans
- 1786–1787: George Beauclerk, 4. książę St Albans
- 1787–1802: Aubrey Beauclerk, 5. książę St Albans
- 1802–1815: Aubrey Beauclerk, 6. książę St Albans
- 1815–1816: Aubrey Beauclerk, 7. książę St Albans
- 1816–1825: William Beauclerk, 8. książę St Albans
- 1825–1849: William Aubrey de Vere Beauclerk, 9. książę St Albans
- 1849–1898: William Ameleus Aubrey de Vere Beauclerk, 10. książę St Albans
- 1898–1934: Charles Victor Albert Aubrey de Vere Beauclerk, 11. książę St Albans
- 1934–1964: Osborne de Vere Beauclerk, 12. książę St Albans
- 1964–1988: Charles Frederick Aubrey de Vere Beauclerk, 13. książę St Albans
- 1988 -: Murray de Vere Beauclerk, 14. książę St Albans

Następca 14. księcia St Albans: Charles Francis Topham de Vere Beauclerk, hrabia Burford
Następca hrabiego Burford: James Malcolm Aubrey Edward de Vere Beauclerk, lord Vere of Hanworth
Baronowie Vere of Hanworth 1. kreacji (parostwo Wielkiej Brytanii)
- 1750–1781: Vere Beauclerk, 1. baron Vere of Hanworth
- 1781–1802: Aubrey Beauclerk, 2. baron Vere of Hanworth